# DSLR full frame
Un sensor full-frame o sensor de fotograma complet és el circuit sensor de la imatge mida del qual equival al format de 35mm utilitzat a les càmeres clàssiques, és a dir, 36x24mm. Antigament, el 35mm va ser considerat un petit format de pel·lícula comparat amb el format mitjà. Existeixen càmeres amb un sensor d'un format molt més petit, com per exemple aquelles que equivalen a APS-C.
Actualment, la majoria de càmeres digitals, tant les compactes com les SLR, utilitzen un sensor més petit que el format 35mm, ja que és més fàcil i barat produir amb sensor de mides mes reduïdes. Antigament, els primers models digitals SLR, com Nikon NASA F4 o Kodak DCS100, també utilitzaven un sensor més petit.

## Lents per a càmeres 35mm
Si els muntatges de les lents són compatibles, moltes d'elles, incloent-hi els models d'enfocament manual, dissenyats per a càmeres de 35mm s'acoblen a les càmeres SLR. Quan una lent dissenyada per a una càmera Full Frame és muntada en una SLR amb un sensor d'una mida més petita, només el centre de la imatge que capten les lents és capturada. Els marges són retallats, la qual cosa equival al zoom al centre de l'enquadrament. Això és conegut com a "factor retallada".

## Càmeras
- Canon EOS 5D (2005)
- Canon EOS 5D Mark II (2008)
- Canon EOS 5D Mark III (2012)
- Canon EOS 5Ds / 5Ds R (2015)
- Canon EOS 5D Mark IV (2016)
- Canon EOS 6D (2012)
- Canon EOS-1D X Mark II (2016)
- Canon EOS-1D X (2012)
- Canon EOS-1Ds Mark III (2007)
- Canon EOS-1Ds Mark II (2004)
- Canon EOS-1Ds (2002)
- Contax N Digital (2002)
- Kodak DCS Pro 14n (2003)
- Kodak DCS Pro SLR/c (2004)
- Kodak DCS Pro SLR/n (2004)
- Nikon D3 (2007)
- Nikon D3S (2009)
- Nikon D3X (2008)
- Nikon D4 (2012)
- Nikon D4S (2014)
- Nikon D5 (2016)
- Nikon D610 (2013)
- Nikon D600 (2012)
- Nikon D700 (2008)
- Nikon D750 (2014)
- Nikon D800 / Nikon D800E (2012)
- Nikon D810 (2014)
- Nikon Df (2013)
- Pentax K-1 (2016)
- Sony α DSLR-A850 (2009)
- Sony α DSLR-A900 (2008)
- Sony α SLT-A99 / Sony α SLT-A99V (2012)
- Sony α ILCA-99M2 (2016)